# Bernat Galceran I de Pinós
Bernat Galceran I de Pinós i Fenollet (Catalunya, segle XIV – Guimerà 8-4-1425), noble, senyor (1383-1425) de les baronies de Pinós, Mataplana, Roset, Vall de Toses i La Portella. I del 25 de març de 1425 al 8 d'abril de1425 Vescomte d'Illa i de Canet. Senyor de les baronies de Castre, Peralta i Guimerà pel seu matrimoni amb Aldonça de Castre (morta vers 1375) el 25 d'abril de 1369.

## Biografia
Succeí el seu germà Pere Galceran III de Pinós, mort sense descendència legítima, l’any 1383. Fou camarlenc de la Corona d'Aragó l'any 1388, amb una concessió de 12.000 florins anuals. Posteriorment també va ser-ho del rei Martí I entre 1398 i 1403.
Prengué part en la guerra contra el rei de Castella, Pere el Cruel, i el 1366 el rei li encomanà els castells de Guardamar i Callosa a costum d’Espanya, amb les alqueries de Catral i d'Almoradí, perquè contribuís a la defensa de la frontera valenciana amb Múrcia. El 1389 participà en la defensa de Catalunya contra les tropes armanyagueses. Formà part del grup de personalitats que entronitzaren la reina Maria de Luna a Barcelona el 1396 i l’aconsellaren en els difícils moments que seguiren la mort de Joan I, trobant-se absent a Sicília el germà i successor d’aquest, Martí l’Humà. Es present en la arribada del rei Martí I a Badalona i en la coronació a Saragossa el 13 d'abril de 1399. Col·laborà en la defensa de Catalunya contra les tropes del comte de Foix o vescomte de Castellbò, el 1396, però es negà a col·laborar en la conquesta del vescomtat de Castellbò, veí a les seves terres, el 1398, segurament perquè, entre el 1397 i el 1398, tingué greus desavinences amb els oficials reials a causa de la reincorporació a la corona de la jurisdicció de la seva baronia de la Portella, operació a la qual s'oposà amb part dels seus vassalls, particularment els remences, cosa que provocà la intervenció violenta de les tropes reials a la baronia el 1397. Fou també conflictiu l’intent per part de la corona de recuperar la vall de Ribes (1407), que havia estat empenyorada a Pere III Galceran de Pinós. La reincorporació de jurisdiccions a la corona, empresa aquells anys, disgustà i molestà la noblesa, que s'agrupà el 1406 entorn del comte Jaume II d’Urgell, el comte Joan Ramon Folc I de Cardona, Roger Bernat I de Pallars i el mateix Bernat Galceran de Pinós per tal d’oposar-s'hi. En produir-se l’interregne es mostrà favorable a la candidatura de Jaume d’Urgell per a la successió del rei Martí. El 19 d'octubre de 1399 va traslladar els cossos de Sant Celidoni i Sant Ermenter, desde el monestir de Cellers, a l'església de Sant Miquel de Cardona a petició del seu consogre Joan Ramon Folc I de Cardona. Va participar en l'expedició a Sardenya de 1409 i a la batalla de Sanluri, prenent el castell de Sanluri. El 1414 va empenyorà el castell de Gósol per 30.000 sous. La potestad del castell i la vall va recaure en Bernat Galceran, fill bastard del baró del mateix nom, fins que el seu pare saldés el deute.
Va morir a Guimerà el 8 d'abril de 1425 i fou enterrat a l'església de Sant Esteve de Bagà.

## Matrimoni i núpcies
Es va casar tres cops. Primer el 25 d'abril de 1369 amb Aldonça de Castre (morta 1375). Amb ella tingué tres fills:
- Francesca de Castre Pinós (morta 1393), casada amb Hug II de Cardona-Anglesola, baró de Bellpuig.
- Pere Galceran de Castre Pinós, baró de Castro, Peralta i Guimerà, camarlenc de Martí I.
- Joan de Castre Pinós.

El segon cop, 19 de març de 1377, amb Urraca Fernández de Ahones (morta 1385). Tingueren 3 fills:
- Bernat Galceran II de Pinós Fenollet, dit Lo Cavaller. Vescompte d'Illa i Canet, baró de Pinós, La Portella i Lluçà.
- Galceran de Pinós, capità de ballesters del Papa Benet XIII.
- Berenguer Galceran de Pinós

El tercer cop, el 25 d'abril de 1386, amb Sança de Milany, senyora de Vallfogona. Tingueren 5 fills:
- Francesc Galceran de Pinós
- Beatriu de Pinós, casada amb Joan de Bardaxí, baró de Pertusa.
- Constança de Pinós
- Gerónima de Pinós, casada amb Galceran de Pinós.
- Ramon Galceran de Pinós (mort 1437), baró de Milany i senyor de Vallfogona.

També tingué un fill il·legítim amb Maria N:
- Bernat Galceran, dit "El bord de Pinós", (mort 1420), senyor del Castell de Casserres.